# 나우루-대한민국 관계
나우루-대한민국 관계는 나우루와 대한민국의 양자 관계를 의미한다. 나우루는 남북 동시 수교국이며, 대한민국과는 1979년, 조선민주주의인민공화국과는 1982년에 수교하였다. 대한민국 정부에서는 주피지 대한민국 대사관이 나우루를 겸임하고 있으며, 나우루 정부에서는 자국 외교부가 대한민국을 겸임하고 있다.

## 역사

### 수교
나우루와 대한민국은 1979년에 수교하였다. 양국은 2019년에 수교 40주년을 기념하였다.

### 한-태평양 도서국 회의
나우루와 대한민국은 한-태평양 도서국 외교장관회의, 한-태평양 도서국 정상회의에서 협력하고 있다.

### 인적 교류
나우루를 방문한 대한민국인은 1명 정도로, 인적 교류는 미미한 편이다.